# Rio Apies
O Rio Apies é um rio que flui através da cidade de Pretória, África do Sul. Sua fonte é localizada apenas no sul da cidade e flui em direção ao norte até desaguar no Rio Pienaars.
O rio também é conhecido como Apiesrivier em língua africâner (no qual "Apies" significa "pequenos macacos"), e também é tradicionalmente chamado de rio Tshwane pelos indígenas. A própria Pretória também chegou a ser referida como Tshwane por comunidades africanas, e este nome é atualmente o centro de controvérsias, com a tentativa (apoiada politicamente) de mudar o nome da própria cidade para Tshwane.
A cidade de Mamelodi também chama a cidade pelo nome do rio, com o nome completo sendo "Mamelodi ya Tshwane", significando "Sibilante do Rio Apies", um apelido dado por Paul Kruger.